# Verband der Bayerischen Textil- und Bekleidungsindustrie
Der Verband der Bayerischen Textil- und Bekleidungsindustrie e. V. (VTB) ist ein Arbeitgeber- und Wirtschaftsverband in Bayern mit etwa 130 Mitgliedsunternehmen und rund 20.000 Beschäftigten. Der VTB besteht in seiner jetzigen Form seit 1993. In diesem Jahr wurden der Verein der südbayerischen Textilindustrie e.V., der Verband der nordbayerischen Textilindustrie e.V. und der Verband der bayerischen Bekleidungsindustrie e.V. zusammengelegt. Die Zentrale befindet sich in München. Außerdem gibt es eine Geschäftsstelle in Hof (Saale).

## Zweck
Der Verband der Bayerischen Textil- und Bekleidungsindustrie e.V. verfolgt den Zweck, gemeinsame und fachliche Belange der Textil- und Bekleidungsindustrie Bayerns wahrzunehmen und zu fördern. Als Berufsverband, Arbeitgeberverband und Wirtschaftsverband vertritt er die Interessen seiner Branche in allen gesellschaftspolitischen, wirtschaftspolitischen, sozialpolitischen und tariflichen Angelegenheiten. Dies geschieht gegenüber der Öffentlichkeit, der Regierung, den politischen Parteien, den Behörden, den fachlichen und überfachlichen Unternehmerorganisationen sowie den Gewerkschaften. Der Zweck des Verbandes ist dabei nicht auf einen wirtschaftlichen Geschäftsbetrieb ausgerichtet. Es besteht keine Absicht einen Gewinn zu erzielen. Des Weiteren verfolgt der Verband keine parteipolitischen Zwecke.

## Organisation
Wie alle Verbände hat der VTB hauptamtliche und ehrenamtliche Mitarbeiter. Das Ehrenamt wird aus den Geschäftsleitungen der Mitgliedsunternehmen gestellt.
Vorstand im Sinne des Gesetzes ist das Präsidium, in dem gleichermaßen Vertreter der nord- und südbayerischen Textilindustrie sowie der Bekleidungsindustrie sitzen.
Seit Januar 2003 ist Christian Heinrich Sandler von der Sandler AG der Präsident des VTB.